# Sphaerodactylus armasi
Sphaerodactylus armasi är en ödleart som beskrevs av  Schwartz och GARRIDO 1974. Sphaerodactylus armasi ingår i släktet Sphaerodactylus och familjen geckoödlor. IUCN kategoriserar arten globalt som starkt hotad. Inga underarter finns listade i Catalogue of Life.